# Josef Bayer

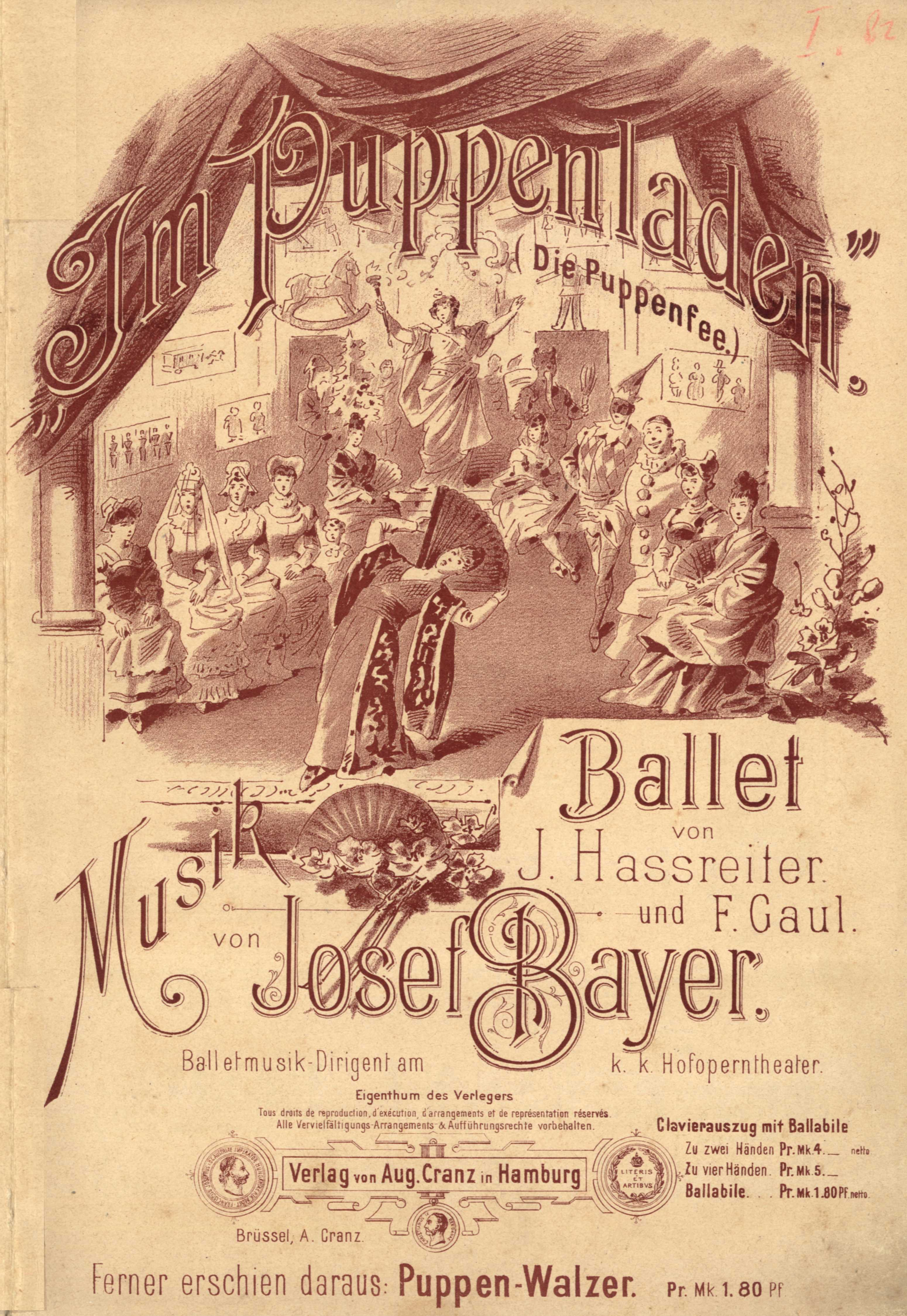
Copertina della partitura per pianoforte di Im Puppenladen, successivamente rivista in Die Puppenfee

Josef Bayer (Vienna, 6 marzo 1852 – Vienna, 12 marzo 1913) è stato un compositore austriaco, direttore del Balletto di Corte austriaco dal 1883 fino alla sua morte.

## Biografia
Studiò al Conservatorio di Vienna con Josef Hellmesberger, Anton Bruckner e Otto Dessoff e fu violinista alla Wiener Hofoper (l'Orchestra dell'Opera di Corte di Vienna), 1870-1898.
Sebbene abbia creato più di venti balletti in un atto tra cui Die Braut von Korea, è ricordato per Die Puppenfee ("La fata bambola") del 1888, che iniziò come Im Puppenladen ("Nel negozio di bambole"). Fu il balletto di corte austriaco definitivo e rimane nel repertorio dell'Opera di Stato di Vienna.
Bayer era anche amico del compositore di valzer viennese Johann Strauss II e fu Bayer a completare l'incompiuto balletto Cenerentola di Strauss, Aschenbrödel, nel 1900. Infatti Strauss era morto nel 1899, lasciando una bozza completa dell'opera priva di orchestrazione. In precedenza, Bayer commemorava il giubileo d'oro Strauss come direttore e compositore con il balletto appositamente composto da Bayer Rund um Wien nel 1894, che venne eseguito all'Opera di Stato di Vienna.
Bayer compose anche diverse operette tra cui Der Chevalier von San Marco (1882), Mister Menelaus (1896), Fräulein Hexe (1898), Der Polizeichef (1904), Spitzbub & Cie (1907) e Das Damenduell (1907).
Morì nel 1913 ed è sepolto nello Zentralfriedhof di Vienna.